# Carlo Muratori
Carlo Muratori (Belvedere di Siracusa, 19 settembre 1954) è un cantautore e musicista italiano.

## Biografia
Nato e cresciuto nella frazione siracusana di Belvedere, vive le prime esperienze giovanili come chitarrista rock e pop, nel 1975 inizia ad appassionarsi alla cultura popolare siciliana; gli usi tradizionali, i canti e le musiche della povera gente della sua terra. Si è dedicato, quindi, per anni allo studio ed alla ricerca della musica di tradizione orale, collaborando fra l'altro con l'insigne studioso ibleo Antonino Uccello all'interno della sua casa museo di Palazzolo Acreide.
Nel 1977 ha formato I Cilliri, gruppo musicale con il quale ha divulgato alcuni dei canti popolari di lavoro, di lotta e d'amore portati alla luce con le sue ricerche. Con i Cilliri ha eseguito decine di concerti in tutta la Sicilia ed ha inciso due album: Sutta 'n velu (1979) e Dda bbanna a muntagna (1980).
Nel maggio 1987 ha pubblicato l'album Afrodite, come solista: un album sperimentale, una musica di chiara matrice etnica, ma ripensata in chiave moderna. Insieme agli strumenti acustici tradizionali, si mescolano suoni di altre culture e suoni elettronici, canti popolari e nuove canzoni. Contaminando jazz, folk e pop, nel 1983 ha costituito l'associazione culturale Folkstudio-SR, con un ensemble musicale stabile con cui ha intrapreso campagne di ricerca sulla musica sacra siciliana di tradizione orale. Ha messo in scena Li tri chiova, spettacolo di musica e poesia sui canti processionali del Venerdì Santo, e Stidda di l'Orienti  sulle tradizioni natalizie.
Nel 1994 inizia la svolta cantautorale. Firma un contratto discografico con la CGD dell'epoca Warner, per la quale pubblica due dischi, di cui è autore dei testi e compositore: Canti e Incanti (1994), e Stella Maris (1996). Con il primo vince il premio nazionale Piero Ciampi. Nel giugno del 1995 ha partecipato per Max-Generation al festival Sonoria di Milano. Due brani dell'album sono stati poi inseriti nella come colonna sonora de La Piovra 7. Con Stella Maris ha vinto il primo premio nel referendum indetto da Vivere Giovani (del quotidiano La Sicilia) come miglior album di autore siciliano del 1996.
Nel giugno del 1997, a Vercelli, è stato invitato a rappresentare la Sicilia a Folkermesse, l'orchestra sperimentale di musica etnica formata da i musicisti italiani più rappresentativi del genere (Ambrogio Sparagna, Riccardo Tesi, Daniele Sepe, Elena Ledda, Lucilla Galeazzi ed altri). Ha inciso nel dicembre 1997 Stidda di l'Orienti, echi di canti natalizi della gente di Sicilia.
A dicembre 1998 ha partecipato (in rappresentanza dell'Italia) all'IBM Word Music Festival di Belo Horizonte in Brasile, classificandosi al primo posto nella classifica di gradimento stilata dal pubblico e dalla critica della rassegna brasiliana.
A marzo 1999, prodotto dall'AICS, ha pubblicato Pesah, elaborazioni per coro polifonico ed orchestra da camera delle lamentazioni del venerdì santo in Sicilia. Sin dall'estate del 2000, nel periodo che va da fine agosto ai primi di settembre, organizza e dirige Lithos - Transiti a sud est, una rassegna nazionale di musica popolare e nuove tendenze che si svolge a Ferla, con degli itinerari tematici che attraversano la ex provincia di Siracusa. Nel contempo, è impegnato in un rilevamento dei fenomeni etno-musicali degli Iblei siracusani, e da allora conduce una ricerca, con registrazioni sul campo, sui canti del lavoro e sulla musica sacra dei paesini del medesimo territorio.

## Collaborazioni
Ha collaborato alla stesura di Thapsos, il disco di Riccardo Tesi pubblicato da il manifesto, per il quale ha scritto tre brani (Fammi ballare ed i testi di Largo Waltzer e Thapsos). Sempre per Tesi ha scritto Lune, che apre il disco omonimo. Insieme al brano Thapsos, Lune fa parte della colonna sonora del film Liscio, di Claudio Antonini, con Laura Morante, premiato al recente Roma Film Festival.
Nel gennaio 2001 è uscito Plica Polonica - non tagliate quella treccia. Nel marzo 2004 la rivista World Music Magazine ha pubblicato la ri-masterizzazione in digitale dei due dischi in vinile dei Cilliri degli anni ottanta.
Muratori collabora spesso con il mondo della scuola, dove tiene conferenze, laboratori musicali e lezioni-concerto sui temi della musica popolare.
Nel gennaio 2005 è uscito Sicily, raccolta di brani tradizionali siciliani. Con questo disco ha vinto il premio di Loano (provincia di Savona) per la musica popolare. Nel 2006 ha musicato per il teatro Il Vitalizio, adattamento di Andrea Camilleri da Pirandello, per la regia di Walter Manfrè, messo in scena al Teatro Stabile di Catania e dal Teatro Vittorio Emanuele di Messina.
Nel 2007 ha composto la canzone d'apertura del film L'uomo di vetro, di Stefano Incerti, per RAI Cinema e Red Film. 
Collabora al disco "La breve estate" (2008) di Massimiliano Larocca.
A marzo 2008 è uscito il disco La padrona del giardino.

## Discografia

### Con I Cilliri
- 1980 - Sutta 'n Velu (Isola-Cgd)
- 1981 - Dda bbanna a muntagna (Isola-Cgd)

### Solista
- 1987 - Afrodite (Thalassa)
- 1993 - Storie di Popolo (Terzopiano)
- 1994 - Canti e Incanti (Cgd)
- 1996 - Stella Maris (Cgd)
- 1997 - Stidda di l'Orienti (Folkstudio)
- 1999 - Pesah (Folkstudio)
- 2001 - Plica Polonica (Folkstudio)
- 2004 - Carlo Muratori e I Cilliri (Folkstudio-Edit)
- 2005 - Sicily (Eko Music-Egea)
- 2008 - La padrona del giardino (Odd Times Records-Egea)